# Валаам (острів)
Валаам (карел. Valamoi, фін. Valamo «висока, гірська земля») — острів у північній частині Ладозького озера, найбільший у складі Валаамського архіпелагу. На острові розташовані селище Валаам, що входить в Сортавальське міське поселення, і пам'ятник російської архітектури — Валаамський ставропігійний чоловічий монастир.
Крім того, Валаам — це популярний туристичний напрямок.

## Географія
На територію острова припадає понад 2/3 площі всього Валаамського архіпелагу. Довжина острова 9,6 км, ширина 7,8 км Відстань до найближчого берега — 22 км.

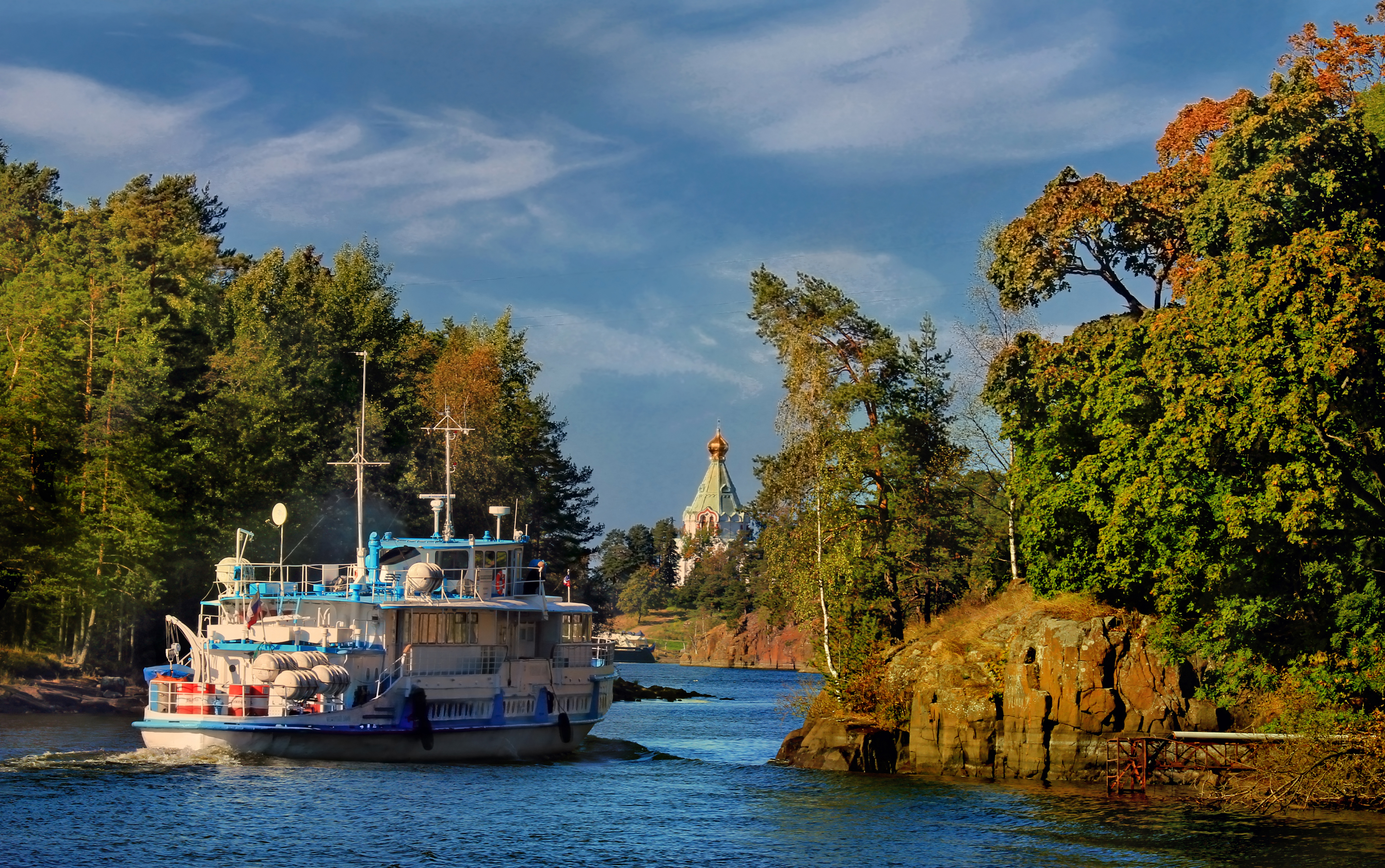
Вигляд на Нікольський скит
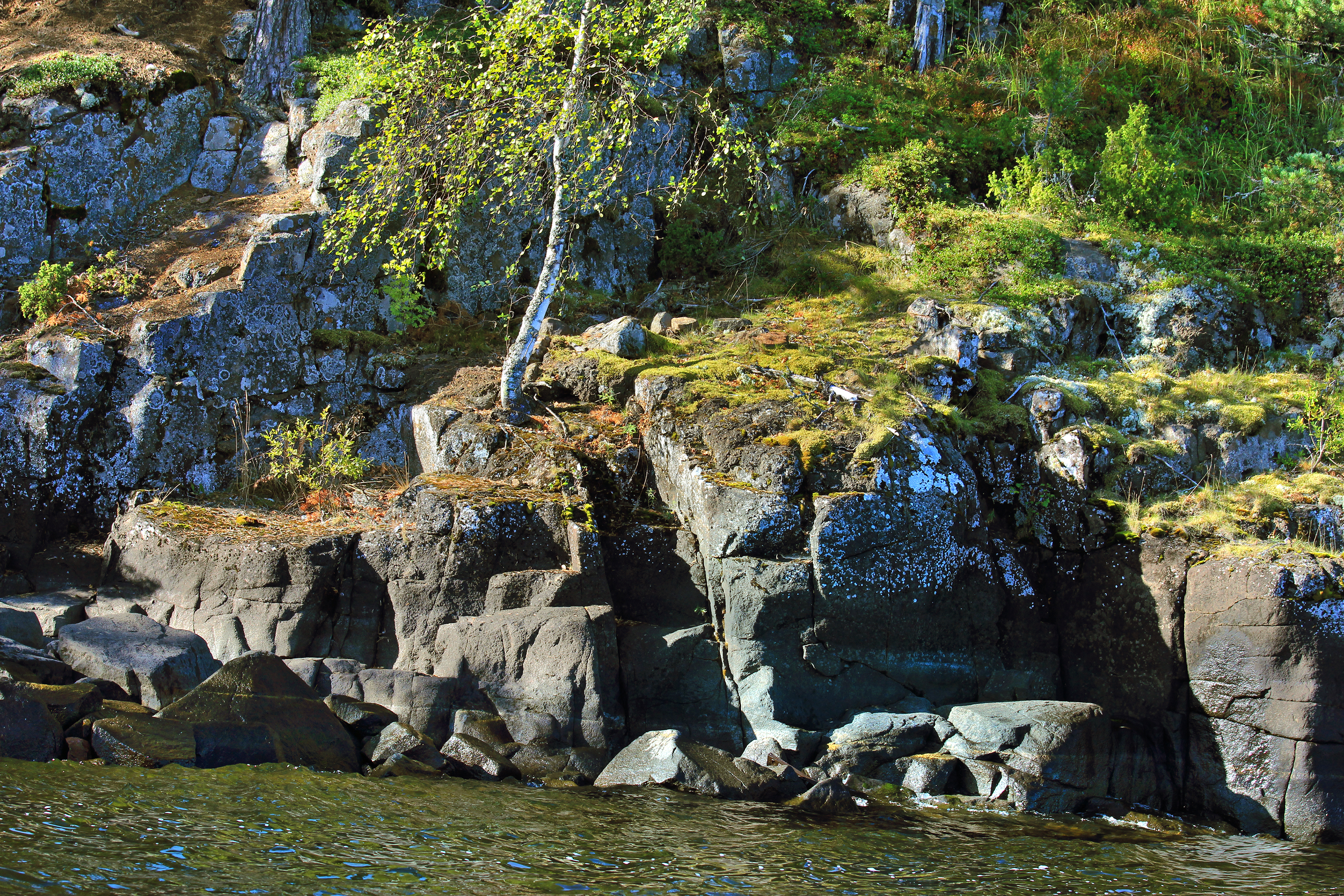
Скелі на острові Валаам
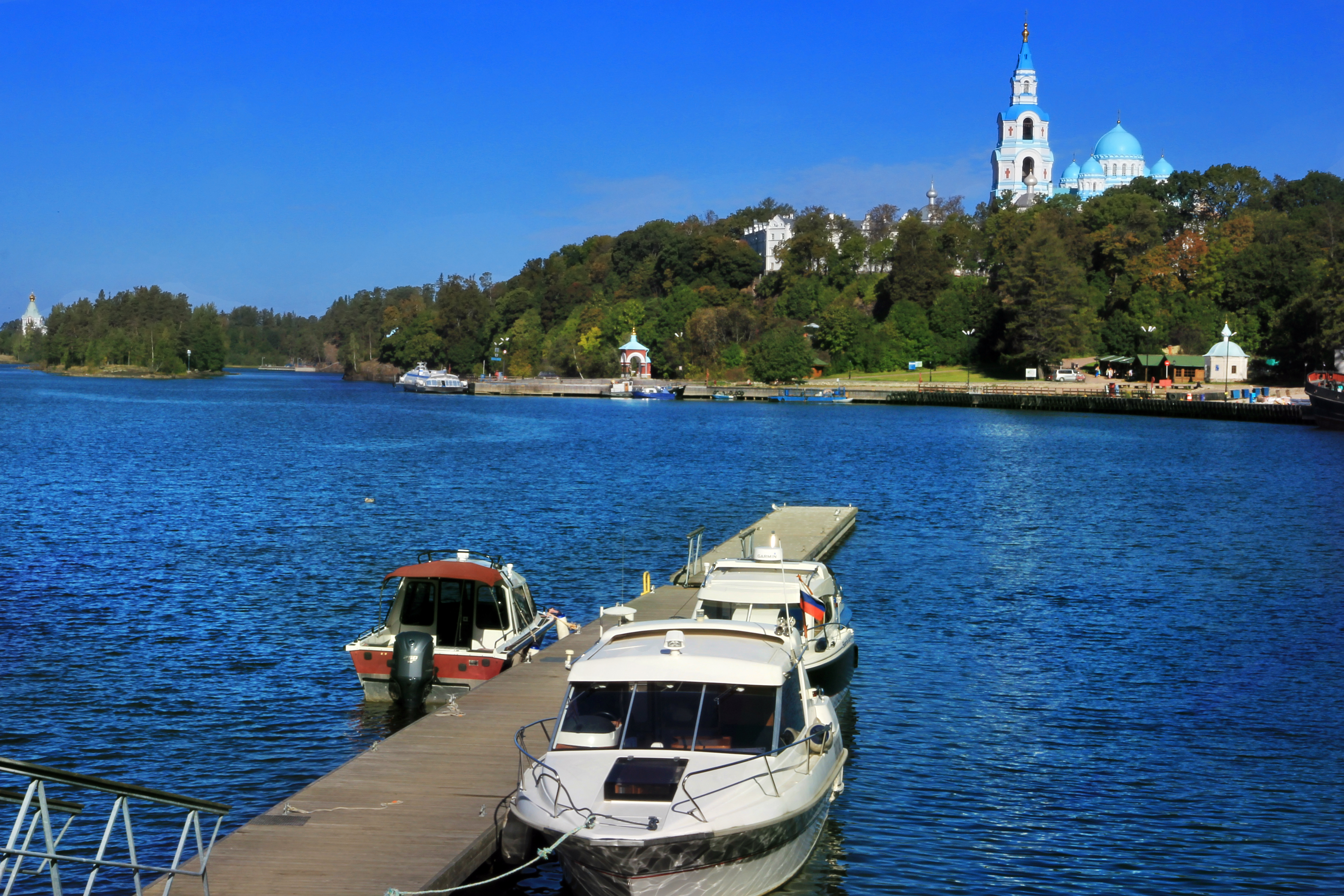
Спасо-Преображенський монастир

### Географічне положення
Острів розташований в Ладозькому озері. До острова Коневець — 60 км, до найближчого до острова міста Сортавала — 42 км, до Санкт-Петербурга — понад 220 км по воді, з них 40 км по річці Неві (до зовнішньої межі міста), автомобільним сполученням — 316 км.

## Природні умови
Природні особливості визначаються положенням в акваторії архіпелагу найбільшого в Європі озера — Ладозького.

### Природна зона
Територія Валаамського архіпелагу відноситься до середньотайгової підзони тайгової зони.

### Гідрологія
- два внутрішніх озера з сильно порізаною береговою лінією загальною площею близько 100 га, сполучені між собою і з Ладозьким озером каналами;
- дев'ять невеликих лісових озер-ламб;
- розгалужена мережа меліоративних каналів (XIX століття).

### Рельєф
Тектонічний. Сильно розчленований тип. Відмітки висот над рівнем моря — в інтервалі від 5,1 до 58,3 м.

### Клімат
Весна приходить в кінці березня. Влітку на Валаамі сонячних днів на 30-35 більше, ніж на материку. Середня температура липня +17°. Зима зі снігом починається на початку грудня. В середині лютого налагоджується автомобільне сполучення з найближчим містом Сортавала (42 км). Середня температура лютого -8°.
| Клімат {{{location}}} | Клімат {{{location}}} | Клімат {{{location}}} | Клімат {{{location}}} | Клімат {{{location}}} | Клімат {{{location}}} | Клімат {{{location}}} | Клімат {{{location}}} | Клімат {{{location}}} | Клімат {{{location}}} | Клімат {{{location}}} | Клімат {{{location}}} | Клімат {{{location}}} | Клімат {{{location}}} |
| Показник              | Січ.                  | Лют.                  | Бер.                  | Квіт.                 | Трав.                 | Черв.                 | Лип.                  | Серп.                 | Вер.                  | Жовт.                 | Лист.                 | Груд.                 |                       |
| --------------------- | --------------------- | --------------------- | --------------------- | --------------------- | --------------------- | --------------------- | --------------------- | --------------------- | --------------------- | --------------------- | --------------------- | --------------------- | --------------------- |

| Клімат {{{location}}} | Клімат {{{location}}} | Клімат {{{location}}} | Клімат {{{location}}} | Клімат {{{location}}} | Клімат {{{location}}} | Клімат {{{location}}} | Клімат {{{location}}} | Клімат {{{location}}} | Клімат {{{location}}} | Клімат {{{location}}} | Клімат {{{location}}} | Клімат {{{location}}} | Клімат {{{location}}} |
| Показник              | Січ.                  | Лют.                  | Бер.                  | Квіт.                 | Трав.                 | Черв.                 | Лип.                  | Серп.                 | Вер.                  | Жовт.                 | Лист.                 | Груд.                 |                       |
| --------------------- | --------------------- | --------------------- | --------------------- | --------------------- | --------------------- | --------------------- | --------------------- | --------------------- | --------------------- | --------------------- | --------------------- | --------------------- | --------------------- |

### Флора
На території острова налічується понад 480 видів рослин, багато були культивовані ченцями. Збереглися сади з більш ніж 150-літніми плодовими деревами. Острів покритий в основному хвойними лісами (близько 65 % — сосна).

## Історія

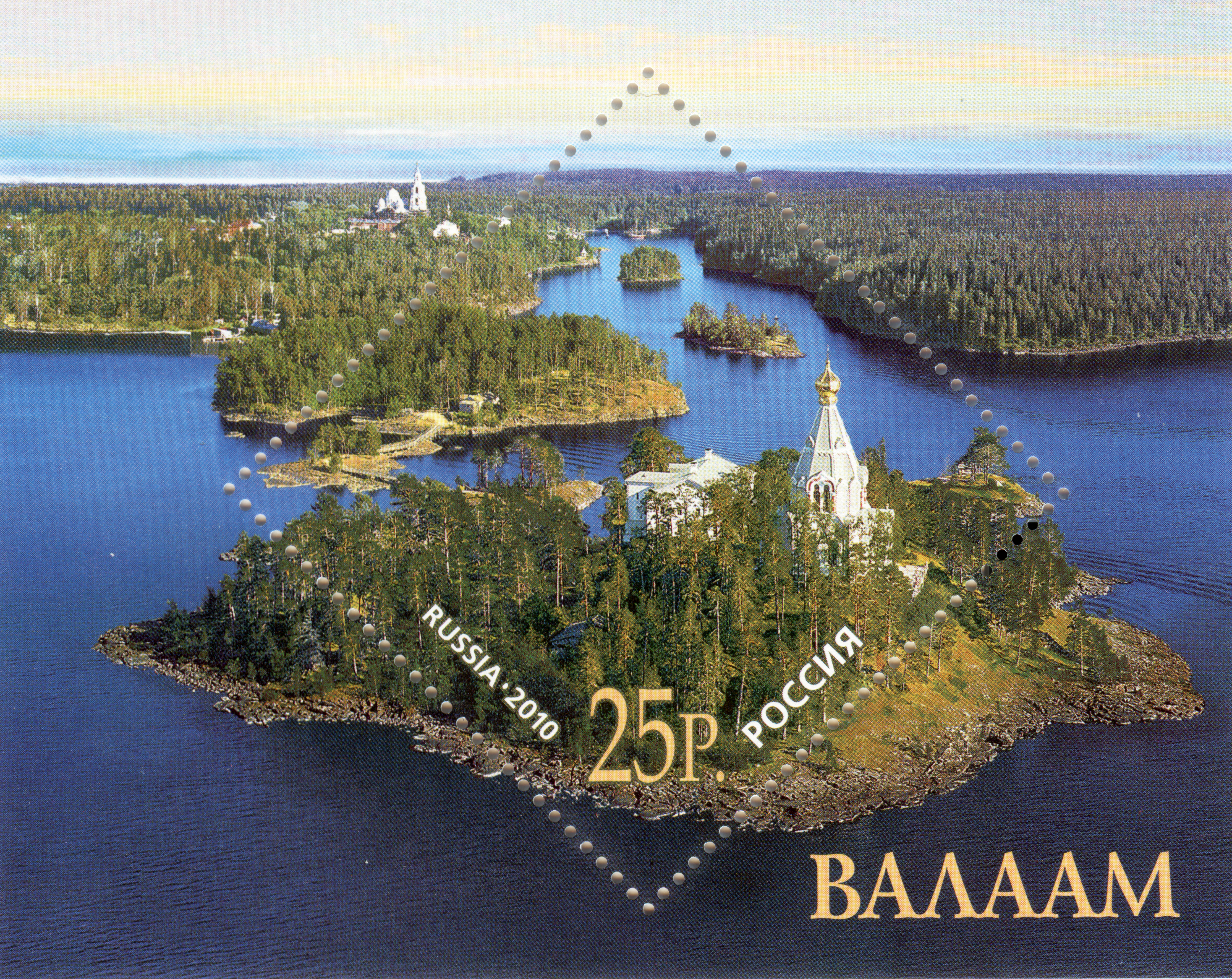
Поштовий блок Росії, 2010 рік

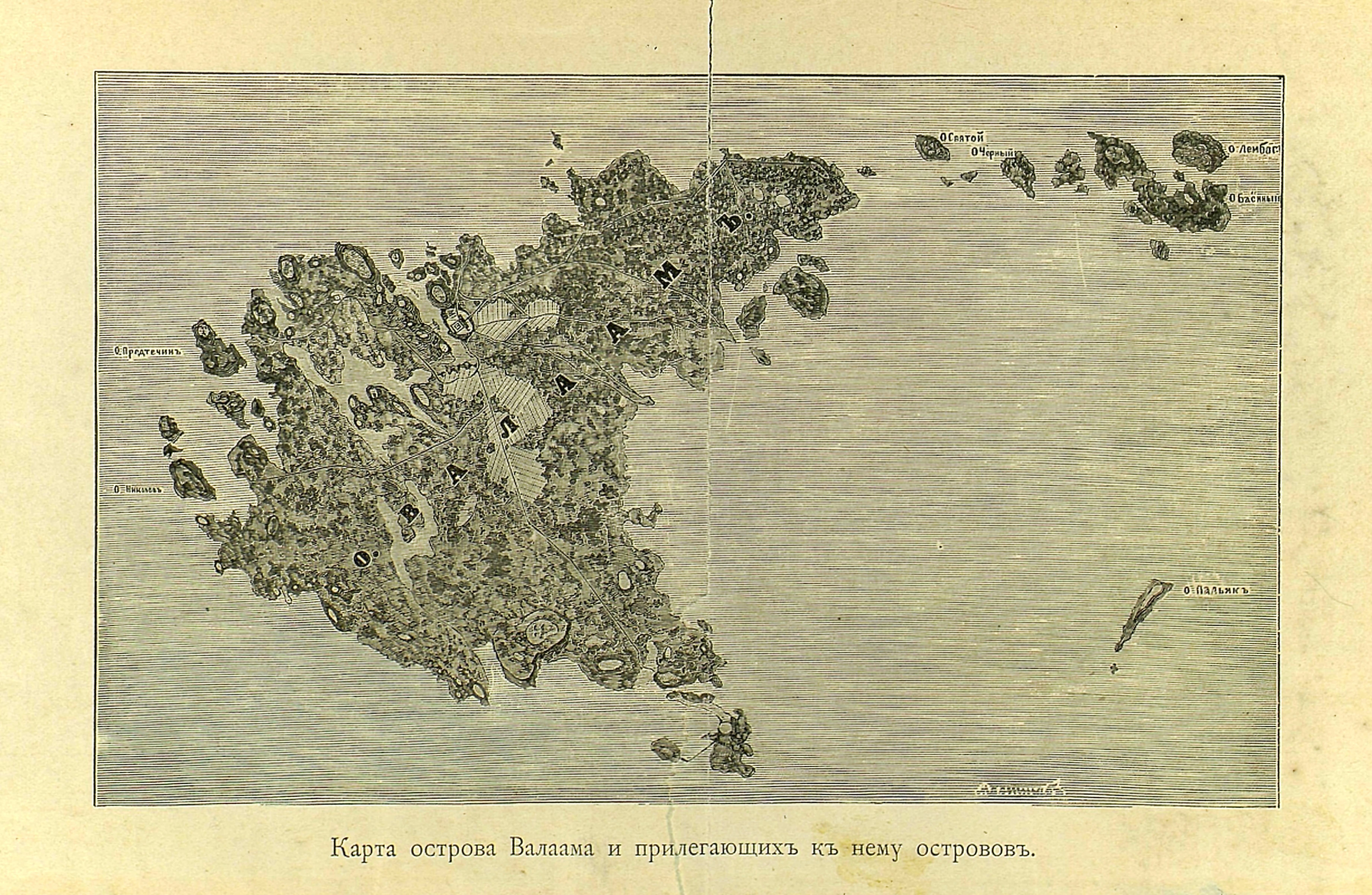
«Карта острова Валаам і прилеглих до нього островів». «Валаамський монастир та його подвижники: з додатком: зображення Германа і Сергія Валаамських чудотворців, двох портретів, чотирнадцяти малюнків і картки Валаамських островів». — : Валаамський монастир, 1889

Топоніміка назви острова, можливо, походить від фіно-угорського слова «валамо» — висока (гірська) земля, змішавшись з ім'ям пророка Валаама.
До 1940 р. острів був частиною Фінляндської Республіки. Острів неодноразово відвідували імператори Олександр I та Олександр II, інші члени імператорської сім'ї. Також приїжджав на Валаам святитель Ігнатій (Брянчанінов). Природа Валаама надихала найвідоміших геніїв творчості і науки, тут побували художники І. І. Шишкін, Ф. О. Васильєв, А. І. Куїнджі, письменники і поети М. С. Лєсков, Ф. І. Тютчев, О. М. Апухтін, І. С. Шмельов, Б. К. Зайцев, композитори П. В. Чайковський, А. К. Глазунов, вчені М. М. Миклухо-Маклай, Д. І. Менделєєв і безліч інших. У XIX столітті під час своєї подорожі по Росії острів відвідав Олександр Дюма-батько.
Добре відомі валаамські пейзажі, написані І. І. Шишкіним («Вид Валаама», 1860), А. І. Куїнджі («На острові Валаам», 1873) та Миколою Реріхом («Святий острів», 1917). Широку популярність серед сучасників отримав місцевий іконописець Аліпій. У 1970-х роках серію чорно-білих ліногравюр створив відомий карельський художник-графік О. І. Авдишев, присвятив Валааму ряд своїх робіт майстер об'ємної різьби по дереву, сортавальський художник Кронід Гоголєв.
Після проголошення незалежності Фінляндії в 1917 році острів залишився частиною Фінляндії, проте увійшов до складу СРСР за підсумками радянсько-фінської війни 1939-1940 рр. У 1950 році за указом Верховної Ради Карело-Фінської РСР на Валаамі в будинку Зимового готелю колишнього монастиря розмістили Валаамський будинок інвалідів.
Після закінчення другої світової війни та оцінкою кількості постраждалих під час бойових дій, шляхом примусових дій на острів були силоміць переміщена велика кількість людей із відсутніми кінцівками, інвалідами по зору (через війну), оскільки вони були не зручними для загальної картини відбудови радянського союзу, пізніше було зроблено записи про відкриття будинку для інвалідів... Але практично водночас, за невеликий період часу по всій території срср майже зникли "незручні люди".

### Демографія
| 1351 | 1132 | 937 | 487 |

З історії острова

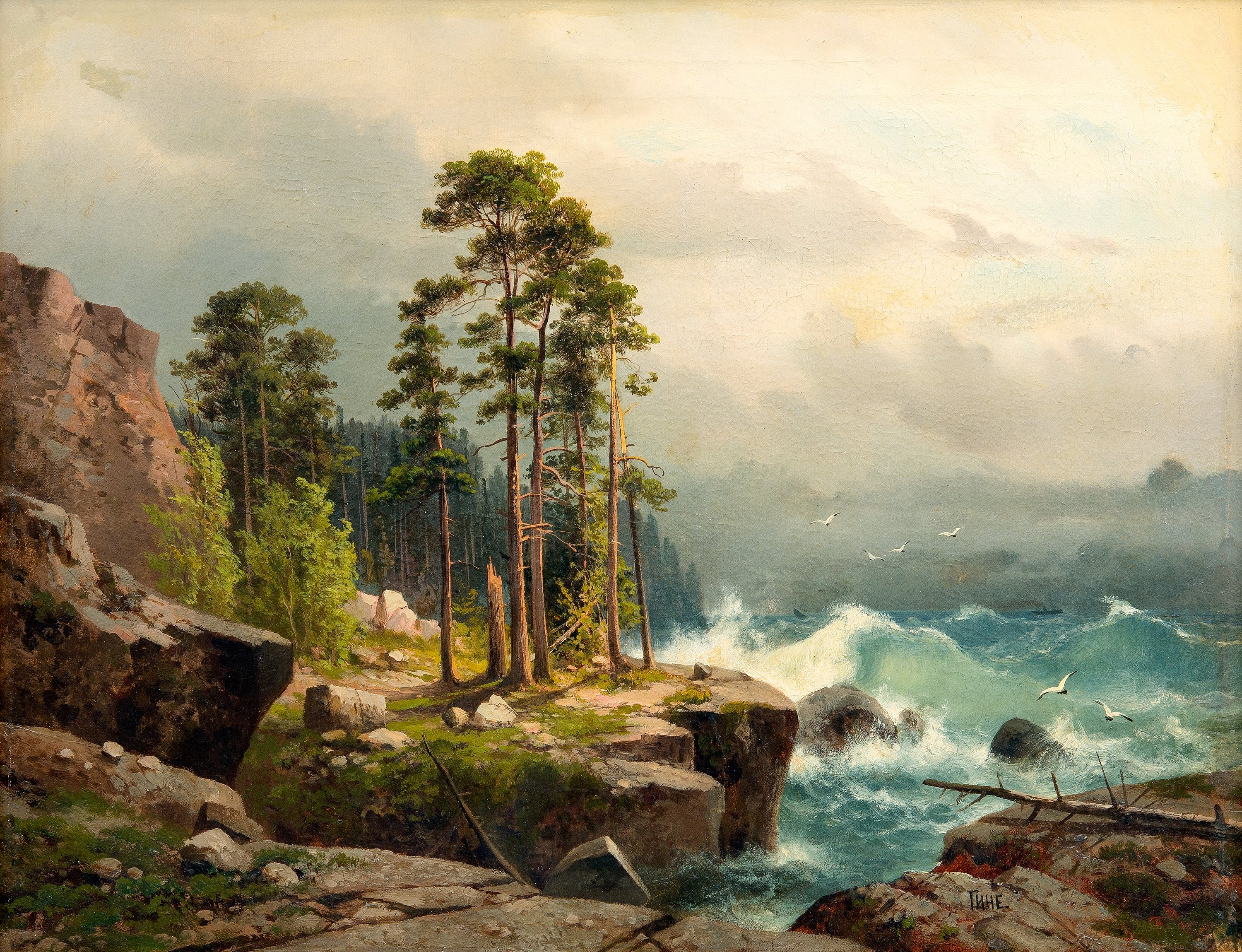
О. В. Гіне, «Буря на Валаамі»

У 2003 році, коли був прийнятий федеральний закон про місцеве самоврядування, виникло питання про статус селища Валаам. Згідно з цим законом в суб'єктах Російської Федерації повинні бути розмежовані органи місцевого самоврядування, визначені міські і сільські поселення, встановлено їх межі. Був прийнятий відповідний закон і в Республіці Карелія. Та селище Валаам серед інших було включене в список муніципальних утворень і наділене самостійним статусом муніципальної освіти — Валаамське сільське поселення. Однак на початку 2005 року головою адміністрації Сортавальського району С. В. Рижковим було ініційовано рішення про скасування самоврядування селища Валаам і включення його до складу міста Сортавала. З цим рішенням не погодилися деякі жителі Валаамського сільського поселення. Конфлікт переріс у судовий процес у Верховному суді Республіки Карелія, а потім і у Верховному суді Російської Федерації. У липні 2006 року у справу втрутився патріарх Алексій II.
Мирське поселення на Валаамі з 2006 року до моменту ліквідації не мало офіційного адміністративного статусу. Валаамці-миряни хотіли, щоб їх селище отримало офіційний статус сільського поселення, що дало б їм можливість брати участь у муніципальних виборах. Законність їх вимог підтвердив і Верховний суд Республіки Карелія, однак керівництво монастиря противилася цьому, затягуючи процес присвоєння офіційного статусу мирському поселення.
1 травня 2016 року в будівлі «Зимового готелю» (один з трьох багатоквартирних будинків на о. Валаам, в якому перебувала також валаамська школа) сталася сильна пожежа. Після цього мешканцям будинку довелося покинути острів. Школа закрита, Валаамський БК також. Поселення фактично припинило своє існування. На початок 2018 року на острові постійно зареєстровано близько 100 громадян.

### Інфраструктура
В населеному пункті є амбулаторія, відділення поштового зв'язку, пункт поліції, військова частина, пожежна частина, продуктовий магазин.